# Sui heredes
Mit dem Begriff Sui heredes („Hauserben“) wurden in der römischen Antike Personen bezeichnet, die nach dem Tod des Familienoberhauptes (pater familias) rechtlich selbstständig (gewaltfrei, sui iuris) geworden waren.
In der römischen Gesellschaft galt der Familienvater seit alters her als der uneingeschränkte Herr der Familie, zu der neben der unmittelbaren Familie auch die weiteren Personen des Haushaltes wie Sklaven und Freigelassene gehörten. Zunächst war das Familienoberhaupt unbeschränkt in seinen Mitteln, im Verlauf der Geschichte wurde seine familiäre Allmacht aber zum Teil etwas eingeschränkt. Wenn das Familienoberhaupt starb, ergaben sich für die Erben neue Situationen. Kinder, Enkel und gegebenenfalls Ehefrauen (Frau in Ehegewalt, uxor in manu), die im Erbrecht wie eine „Haustochter“ gestellt waren, adoptierte Kinder und nachgeborene Kinder (nascituri, posthumi) erwarben unmittelbar im Moment des Todes des Familienvaters die Erbschaft von Rechts wegen (ipso iure). Dabei ist es nicht von Bedeutung, ob sie im Testament bedacht wurden oder gesetzlich berufen waren. Es war möglich, die Erbschaft auszuschlagen (abstentio), jedoch nur solange, wie sich ein Erbnehmer noch nicht in den Erbschaftsprozess eingeschaltet hatte (immiscere).
Sui heredes genossen ein formelles Noterbrecht (praeteritio). Falls der Erbe vor der Volljährigkeit ebenfalls starb, konnte ein Ersatzerbe bestimmt werden (substitutio). Alle anderen möglichen Erben (Außenerben, extranei heredes) waren nur erbberechtigt, wenn sie testamentarisch bedacht wurden oder gesetzlich zum Erben berufen wurden. Somit schieden also auch schon aus dem Hausverband ausgeschiedene Personen, etwa durch emancipatio oder Töchter durch eine Manusehe, als automatische Erbnehmer aus. Vor allem Töchter hatten bei ihrer Heirat eine Mitgift erhalten, die als vorzeitig ausgezahltes Erbe galt.